# Doingt
Doingt (picardisch: Doint) ist eine nordfranzösische Gemeinde mit 1394 Einwohnern (Stand 1. Januar 2022) im Département Somme in der Region Hauts-de-France. Die Gemeinde gehört zum Arrondissement Péronne und ist Teil der Communauté de communes de la Haute Somme.

## Geographie

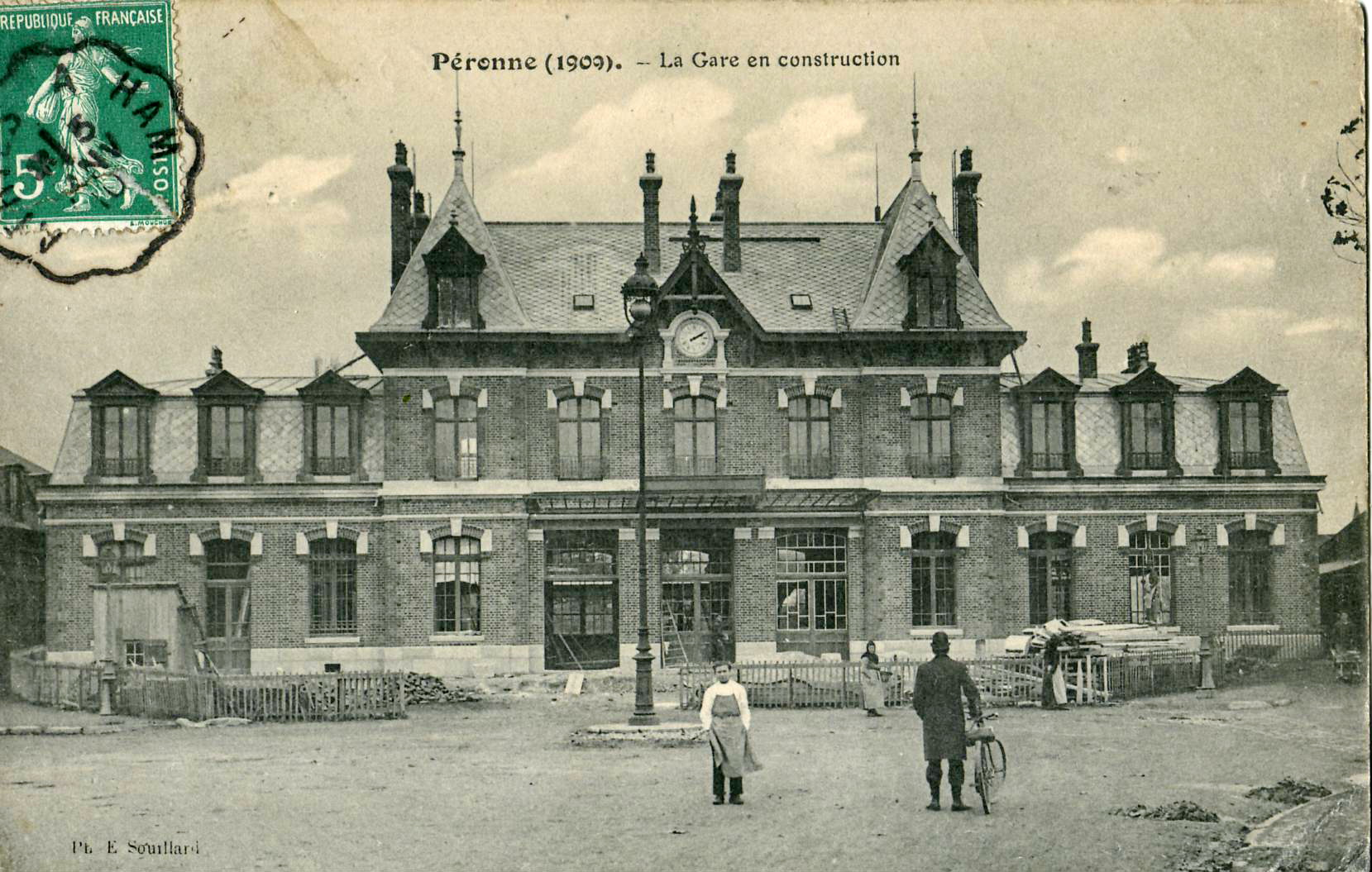
Der Bahnhof Péronne-Flamicourt im Bau (1909)

Die Gemeinde liegt im Südosten der Arrondissementshauptstadt (sous-préfecture) Péronne an den Départementsstraßen 937 und 199. Im Westen erstreckt sich die Gemeinde bis zum Fluss Somme, in den hier die Cologne mündet, im Norden stößt sie mit dem Ortsteil Flamicourt an Péronne an.
In Flamicourt lag ein Bahnhof der aufgelassenen Bahnstrecke von Saint-Just-en-Chaussée nach Douai.

## Geschichte
Die Gemeinde wurde im Ersten Weltkrieg vollständig zerstört. Sie wurde mit dem Croix de guerre 1914–1918 ausgezeichnet.

## Sehenswürdigkeiten

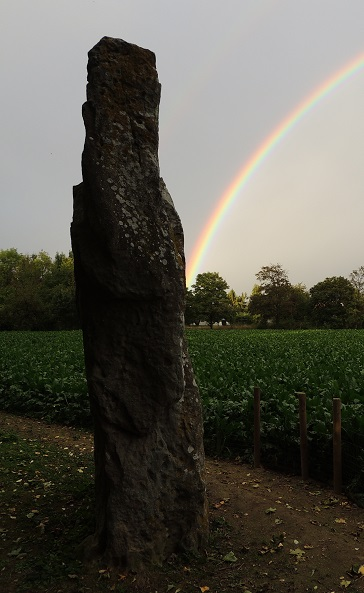
Menhir Pierre de Gargantua von Doingt

Bei Doingt befindet sich ein Soldatenfriedhof für gefallene Soldaten aus dem Britischen Weltreich.
Der Pierre de Gargantua oder Finger des Gargantua ist ein vier Meter hoher Menhir mit einem Umfang von drei Metern. Er liegt zwischen der D 937 und dem Bach Cologne und ist seit 1840 als Monument historique klassifiziert.

## Bevölkerungsentwicklung
| 1962 | 1968 | 1975 | 1982 | 1990 | 1999 | 2006 | 2018 |
| ---- | ---- | ---- | ---- | ---- | ---- | ---- | ---- |
| 1517 | 1542 | 1564 | 1449 | 1415 | 1383 | 1416 | 1415 |